# Osiek (powiat radomski)
Osiek – kolonia w Polsce położona w województwie mazowieckim, w powiecie radomskim, w gminie Kowala.
W latach 1975–1998 miejscowość należała administracyjnie do województwa radomskiego.
Wierni Kościoła rzymskokatolickiego należą do parafii św. Judy Tadeusza w Dąbrówce Warszawskiej.

## Historia
Po rozbiorach Polski miejscowość znalazła się początkowo w zaborze austriackim, a później w zaborze rosyjskim. W XIX-wiecznym Słowniku geograficznym Królestwa Polskiego wymieniona jest jako kolonia w powiecie radomskim, gmina Gębarzew. Według spisu powszechnego pod koniec XIX wieku były w nim 4 domy, w których mieszkało 33 mieszkańców. Kolonia liczyła w sumie 182 mórg powierzchni.
W Osieku w 1808 roku urodził się Szymon Pisulewski – polski nauczyciel, botanik, biolog oraz zoolog, popularyzator nauk przyrodniczych w Królestwie Polskim .